# Laurenne Ross
Laurenne Ross (Edmonton, 17 agosto 1988) è un'ex sciatrice alpina statunitense.

## Biografia

### Stagioni 2004-2010
Nata in Canada, ma cittadina statunitense residente a Bend, Laurenne Ross ha debuttato nel Circo bianco partecipando allo slalom speciale disputato a Mammoth Mountain il 17 dicembre 2003 e valido come gara FIS, classificandosi 21ª. Nella stessa località il 1º aprile 2005 ha esordito in Nor-Am Cup, piazzandosi 17ª in discesa libera. Il 7 dicembre 2007 a Lake Louise ha colto il suo primo podio nel circuito continentale nordamericano, arrivando 3ª in discesa libera, mentre il 30 gennaio 2008 a Tarvisio ha esordito in Coppa Europa (11ª in  supercombinata).
Il 6 gennaio 2009 ha vinto la sua prima gara in Nor-Am Cup, lo slalom gigante disputato a Georgian Peaks. In Coppa del Mondo ha esordito il 4 dicembre 2010 (48ª nella discesa libera tenutasi a Lake Louise) e ha colto i primi punti il 30 gennaio successivo a Sankt Moritz nella medesima specialità (28ª). In quella stagione in Nor-Am Cup si è aggiudicata sia il trofeo generale, sia le classifiche di discesa libera e di supergigante; tra le sue 9 vittorie stagionali vi è stata anche l'ultima della sua carriera nel circuito, nonché ultimo podio, il 14 marzo a Burke in supergigante.

### Stagioni 2011-2016
Ha esordito ai Campionati mondiali nella rassegna iridata di Garmisch-Partenkirchen 2011, dove si è piazzata 10ª nella discesa libera, 16ª nel supergigante e 28ª nella supercombinata. Due anni dopo ha partecipato ai Mondiali di Schladming, piazzandosi 26ª nel supergigante, 11ª nella supercombinata e non completando lo slalom gigante; nella stessa stagione in Coppa del Mondo ha ottenuto il suo primo podio, il 2 marzo nella discesa libera di Garmisch-Partenkirchen arrivando 2ª alle spalle della slovena Tina Maze.
Nel 2014 ha preso parte ai suoi primi Giochi olimpici invernali: a Soči 2014 si è classificata 11ª nella discesa libera e non ha concluso il supergigante e la supercombinata. L'anno dopo ai Mondiali di Vail/Beaver Creek 2015 è stata 17ª nella discesa libera, 15ª nel supergigante e 14ª nella combinata, mentre il 27 febbraio 2016 ha conquistato il secondo e ultimo podio in Coppa del Mondo, a Soldeu in supergigante (2ª).

### Stagioni 2017-2021

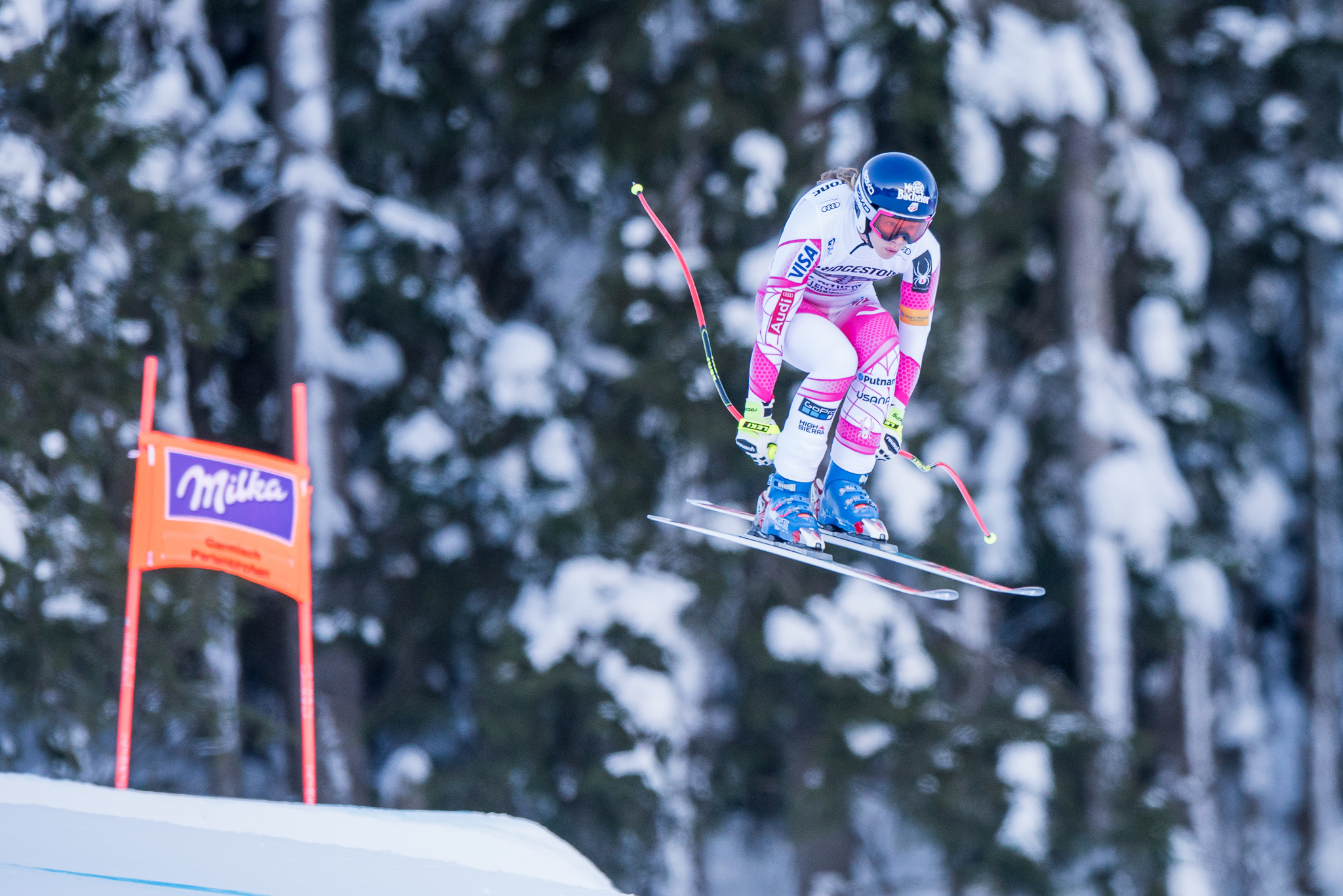
Laurenne Ross in gara a Garmisch-Partenkirchen nel 2017

Ai Mondiali di Sankt Moritz 2017 si è classificata 5ª nella discesa libera, 14ª nel supergigante e 15ª nella combinata. Ai XXIII Giochi olimpici invernali di Pyeongchang 2018, sua ultima presenza olimpica, si è classificata 15ª nella discesa libera e 15ª nel supergigante; ai Mondiali di Åre 2019 non ha completato il supergigante.
Ai Mondiali di Cortina d'Ampezzo 2021, sua ultima presenza iridata, si è classificata 26ª nella discesa libera; il 27 febbraio dello stesso anno ha preso per l'ultima volta il via in Coppa del Mondo, in Val di Fassa in discesa libera, senza completare la prova. Si è ritirata al termine di quella stessa stagione 2020-2021 e la sua ultima gara in carriera è stata la discesa libera dei Campionati statunitensi 2021, disputata il 10 aprile ad Aspen e vinta dalla Ross.

## Palmarès

### Coppa del Mondo
- Miglior piazzamento in classifica generale: 18ª nel 2016
- 2 podi:
  - 2 secondi posti

### Nor-Am Cup
- Vincitrice della Nor-Am Cup nel 2010
- Vincitrice della classifica di discesa libera nel 2010
- Vincitrice della classifica di supergigante nel 2010
- 15 podi (5 in discesa libera, 5 in supergigante, 3 in slalom gigante, 1 in slalom speciale, 1 in supercombinata):
  - 10 vittorie (3 in discesa libera, 5 in supergigante, 1 in slalom gigante, 1 in supercombinata)
  - 1 secondo posto
  - 4 terzi posti

#### Nor-Am Cup - vittorie
| Data             | Località       | Paese       | Specialità |
| ---------------- | -------------- | ----------- | ---------- |
| 6 gennaio 2009   | Georgian Peaks | Canada      | GS         |
| 9 dicembre 2009  | Lake Louise    | Canada      | DH         |
| 10 dicembre 2009 | Lake Louise    | Canada      | DH         |
| 11 dicembre 2009 | Lake Louise    | Canada      | SG         |
| 18 dicembre 2009 | Panorama       | Canada      | SG         |
| 18 dicembre 2009 | Panorama       | Canada      | SC         |
| 26 febbraio 2010 | Aspen          | Stati Uniti | DH         |
| 28 febbraio 2010 | Aspen          | Stati Uniti | SG         |
| 1º marzo 2010    | Aspen          | Stati Uniti | SG         |
| 14 marzo 2010    | Burke          | Stati Uniti | SG         |

Legenda:

DH = discesa libera

SG = supergigante

GS = slalom gigante

SC = supercombinata

### South American Cup
- Miglior piazzamento in classifica generale: 6ª nel 2005
- 1 podio:
  - 1 secondo posto

### Campionati statunitensi
- 9 medaglie[2][3]:
  - 3 ori (supergigante nel 2013; supergigante nel 2017; discesa libera nel 2021)
  - 3 argenti (slalom gigante nel 2008; slalom gigante nel 2010; supergigante nel 2016)
  - 3 bronzi (discesa libera, supergigante nel 2010; supergigante nel 2012)